# Baron Netherthorpe
Baron Netherthorpe, of Anston in the West Riding of the County of York, ist ein erblicher britischer Adelstitel in der Peerage of the United Kingdom.
Familiensitz der Barone ist Boothby Hall in Boothby Pagnell bei Grantham in Lincolnshire.

## Verleihung
Der Titel wurde am 10. März 1959 für James Turner geschaffen. Dieser war Präsident der National Farmers' Union of England and Wales und der Royal Agricultural Society of England. Heutiger Titelinhaber ist seit 1982 dessen Enkel als 3. Baron.

## Liste der Barone Netherthorpe (1959)
- James Turner, 1. Baron Netherthorpe (1908–1980)
- James Turner, 2. Baron Netherthorpe (1936–1982)
- James Turner, 3. Baron Netherthorpe (* 1964)

Titelerbe (Heir apparent) ist der Sohn des aktuellen Titelinhabers, Hon. Andrew Turner (* 1993).